# Spur (Kriminalistik)

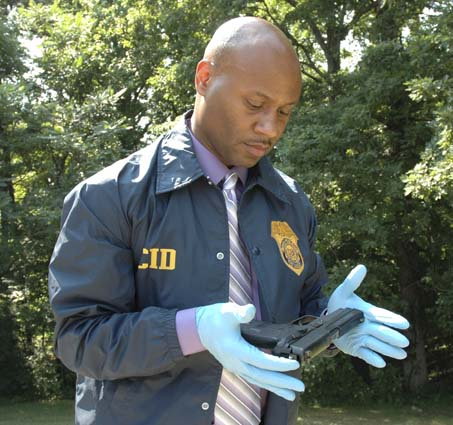
Ein Special Agent der United States Army Criminal Investigation Command bei der Spuren- und Beweissicherung

Eine Spur im kriminalistischen Sinne ist als Sachbeweis ein Gegenstand oder ein Hinweis, der als ein Indiz oder Beweis für eine Tat, eine Täterschaft und/oder eine Teilnahme in einem Ermittlungsverfahren herangezogen wird.
Spuren werden mit Hilfe der Kriminaltechnik gesucht, gesichert und ausgewertet (Spurenvergleiche). Die Lehre von den Spuren heißt Spurenkunde. Die Spuren werden von der Polizei (Erkennungsdienst) durch die Spurensicherung gesichert, analysiert und ausgewertet. Die Gesamtschau der Spuren ergibt das Spurenbild. Nach Abschluss des polizeilichen Ermittlungsverfahrens werden sie als Beweismittel (sächlich) und als Bericht (Spurensicherungsbericht) der Staatsanwaltschaft übergeben. Viele Spuren finden sich am Tatort, auf den Fluchtwegen, an Opfern und an Tatmitteln. Grundsätzlich sind immaterielle und materielle Spuren zu unterscheiden. Immaterielle Spuren sind das menschliche Verhalten und der Personenbeweis, wie z. B. Zeugen.

## Arten

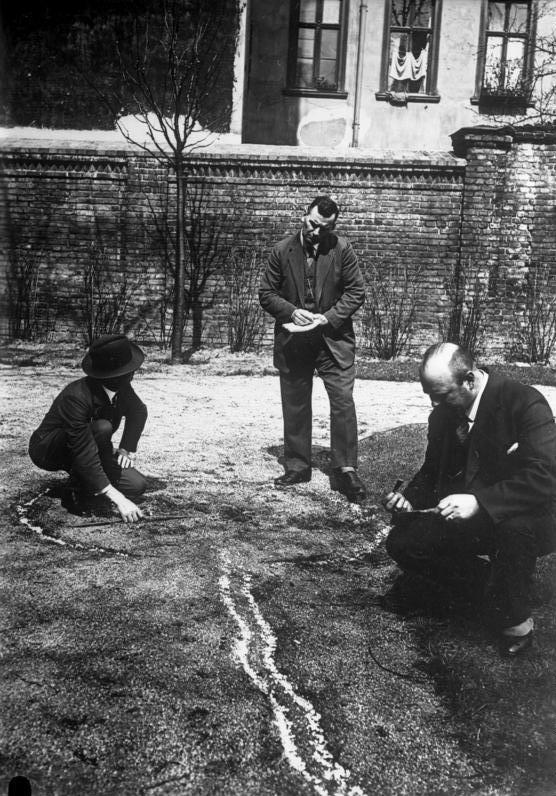
Spurensicherung an einem Tatort mit Kampfplatz und Schleifspuren, Hochschule für Kriminalisten, Berlin 1932.

Man unterscheidet grundsätzlich zwischen Formspuren, Materialspuren, Situationsspuren, daktyloskopische Spuren und Gegenstandsspuren. Weitere Spurenarten sind fingierte Spuren oder Trugspuren, die jedoch unbrauchbar sind.

### Formspuren
Formspuren (genauer: Technische Formspuren) sind die durch Einwirkung eines Spurensetzers entstandenen Formveränderungen an einem Objekt. Aus der formmäßigen Beschaffenheit der Spur sind kriminalistische Schlussfolgerungen (als Indiz oder Beweis) zu ziehen, und zwar hinsichtlich des verursachenden Subjekts oder Objekts.
- Subjekte
  - Stich- oder Schusswunden
  - Kratzwunden usw.
- Objekte
  - Werkzeuge, speziell ein individuelles Tatmittel
  - sonstige Teile, z. B. Fingerringe, Zangenbacken

Spuren erscheinen als Abdrücke (Abdruckspuren), Eindrücke (Eindruckspuren), Gleitriefen (Gleitspuren), Schnitte (Schnittspuren) und Brüche bzw. Risse (Bruch- oder Rissspuren).
Siehe auch: Photogrammetrie#Nahbereichsphotogrammetrie, Streifenprojektion, Dreidimensionale lasergestützte Tatortvermessung

### Materialspuren
Materialspuren sind Rückstände eines Gegenstandes (z. B. Abriebe, Anriebe, Späne). Dabei kann es sich um mineralogische, biologische oder chemische Spuren handeln. Schon seit ältester Zeit werden Blutspuren benutzt, um auf den Ablauf von Gewaltverbrechen zu schließen. Körpergeruchsproben sind dabei eine selten genutzte Form der Spur in der Kriminalistik (Odorologie). Die Geruchsprobe ist ein indirekter Beweis, ein sogenannter Indizienbeweis.

### Situationsspuren
Situationsspuren bezeichnen Anordnung, Lage und Zuordnung von Spuren (Spurenlage) oder Gegenständen zueinander und zu deren Umgebung. Sie werden nicht untersucht, sondern nur zwecks Rekonstruktion des Tathergangs verarbeitet (Herstellung einer Beweiskette).

### Gegenstandsspuren
Gegenstandsspuren sind beweiserhebliche, gegenständliche Spuren, also beispielsweise Werkzeuge und andere (greifbare) Objekte. Eine klassische Gegenstandsspur wäre z. B. ein vom Täter zurückgelassenes Tatmittel, beispielsweise ein Messer.

### Daktyloskopische Spuren
Daktyloskopische Spuren sind Abdrücke oder Eindrücke von Fingern (Fingerabdruck), Handflächen und Füßen in Form des Papillarlinienbildes der Haut und entstehen durch
- das Übertragen von Hautausscheidungssubstanzen (Schweiß und Talg),
- bei Berühren glatter Flächen,
- das Übertragen eines Mediums wie Farbe oder Blut,
- den Eindruck in verformbare Masse wie Wachs oder Klebeband.

Ihr Stellenwert beruht auf den Grundannahmen der Einmaligkeit, der Unveränderlichkeit und der Klassifizierbarkeit.
Die Handflächen- und Fußsohlenabdrücke müssen beim Abgleich immer mindestens in 18 anatomischen Merkmalen übereinstimmen. Bei Fingerabdrücken reichen bereits 12 Minutien aus, um eine eindeutige Zuordnung zu einer Person erhalten zu können.

## Vorschriften in Deutschland
Spuren, die für ein Strafverfahren oder für ein Bußgeldverfahren in Betracht kommen, sind zwingend von der Polizei zu sichern, d. h., sie sollen sichergestellt oder beschlagnahmt werden. Hierbei können in Deutschland ganze Gebäude, Gelände und Räume sichergestellt werden (durch Absperrung, Versiegelung). Nicht-Tatverdächtige, die Spuren vernichten oder verändern, können in Deutschland wegen Strafvereitelung strafrechtlich belangt werden.
Für die deutsche Polizei ist die Anleitung Tatortarbeit – Spuren (ehem. Leitfaden Tatortarbeit) des Bundeskriminalamtes verbindlich.

## Fingierte Spuren
Fingierte Spuren sind Form-, Material-, Situations- und/oder Gegenstandsspuren, die vom Täter absichtlich gelegt wurden, um von den eigentlichen (unbewusst/latent zurückgelassenen) Spuren bewusst abzulenken.
Sie dienen also dazu, die Ermittler von den echten Spuren abzulenken und auf eine „falsche Fährte“ zu führen.

## Trugspuren
Trugspuren sind Spuren, die sich ebenfalls an einem Tatort finden, jedoch in keinem Zusammenhang zur eigentlichen Tat stehen. Es sind vorher dagewesene oder nachträglich hinzugekommene Spuren, die die Polizei unabsichtlich in die Irre führen können oder auch Spuren, die durch unsachgemäße Arbeit der Spurensicherer von einem Tatort an einen anderen verschleppt werden.
Beispiel: Um 08:00 Uhr geschieht ein Einbruchdiebstahl in einem Haus. Der Täter hinterlässt als einzige Spur Fingerabdrücke (DNA- oder forensische Spur, in diesem Fall eine daktyloskopische Spur) am Fenster. Um 10:00 Uhr bringt der Postbote die Post und wirft seine Zigarettenkippe (Gegenstandsspur) in den Garten. Diese ist ebenfalls eine Spur, jedoch steht sie in keinem Zusammenhang zur Tat. Die um 12:00 Uhr eintreffende Polizei findet aber beide Spuren vor und weiß nicht, welche Spur vom Täter ist. Daher nimmt sie beide auf, was sehr leicht zu Verwirrung führen kann. Diese Zigarettenkippe ist folglich eine Trugspur, dies stellt sich aber erst nach der Spurenauswertung heraus.
Im Zeitraum von 1993 bis 2009 wurde aufgrund von übereinstimmenden DNA-Spuren an etwa 40 Tatorten die Täterschaft des so genannten "Heilbronner Phantoms" vermutet. Erst im März 2009 wurde festgestellt, dass die von der Spurensicherung verwendeten Wattestäbchen verunreinigt waren.
Im Fall Peggy Knobloch fand die Polizei im Jahr 2016 DNA-Spuren des Rechtsterroristen Uwe Böhnhardt am Skelettfundort. Später stellte sich heraus, dass es sich um eine Trugspur handelte, bei der unklar bleibt, wie sie an den Leichenfundort Peggys gelangt ist, und ein Zusammenhang beider Fälle mit an Sicherheit grenzender Wahrscheinlichkeit auszuschließen sei.